# اچ‌ام‌اس اودین (ان۸۴)
اچ‌ام‌اس اودین (ان۸۴) (به انگلیسی: HMS Odin (N84)) یک زیردریایی بود که طول آن ۲۸۳ فوت ۶ اینچ (۸۶٫۴۱ متر) بود. این زیردریایی در سال ۱۹۲۸ ساخته شد.